# Ina
Ina je řeka v severozápadním Polsku. Protéká územím Západopomořanského vojvodství. Je 129 km dlouhá. Povodí má rozlohu 2 189 km². Do roku 1949 byl polskými úřady používán německý název Ihna.

## Průběh toku
Pramení v katastru obce Inka jižně od jezera Ińsko.
Teče po rovině, která je částečně lesnatá a bažinatá. V obci Inoujście ústí zprava do ramene Odry Domiąża pod jezerem Dąbie.

## Osídlení
Na řece leží města Stargard, Recz a Goleniów.

## Využití
Řeka je populární mezi vodáky. Trasa pro kajaky se jmenuje Meandry Iny a je dlouhá 33,5 km a začíná u obce Bącznik.